# Костёл Святой Троицы и монастырь августинцев (Брест)
Костёл Святой Троицы и монастырь августинцев — римско-католический религиозный комплекс, существующий с начала XV века до 1830 года в Бресте.

## История
Монастырь и первый деревянный костел Пресвятой Троицы, которые располагались в предместье между реками Мухавец и Укринка, сгорели в 1666 году. Для нового строительства в 1672 году жители Бреста пожертвовали им площади и дома на рынке. Каменный костел освящен епископом в 1686 году. В начале XVIII в. он был разрушен, перестроен примерно в 1714 году, а после пожаров 1801 и 1808 годов полностью перестроен.

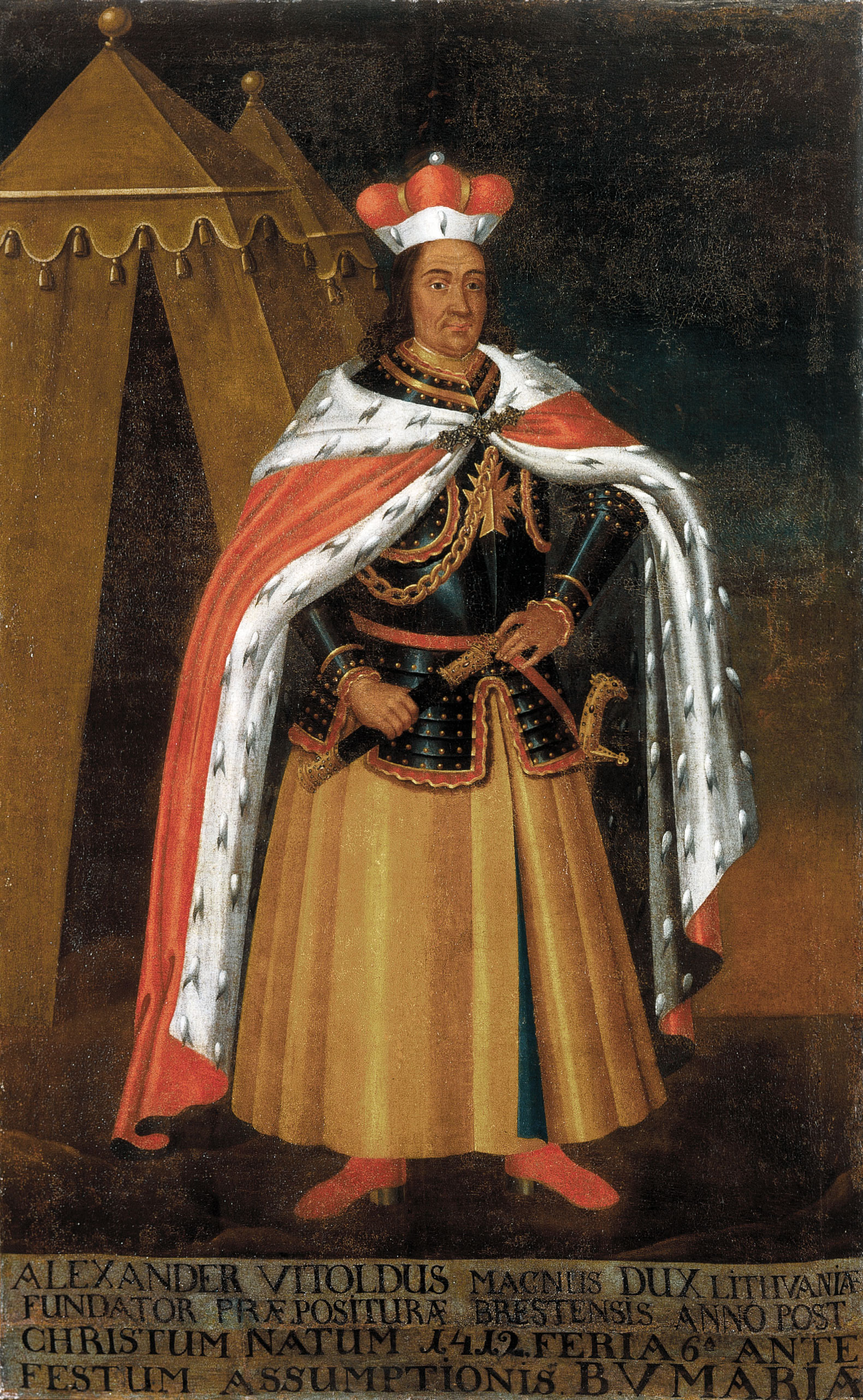
Портрет Витовта Великого из монастыря августинцев в Бресте, XVIII век.

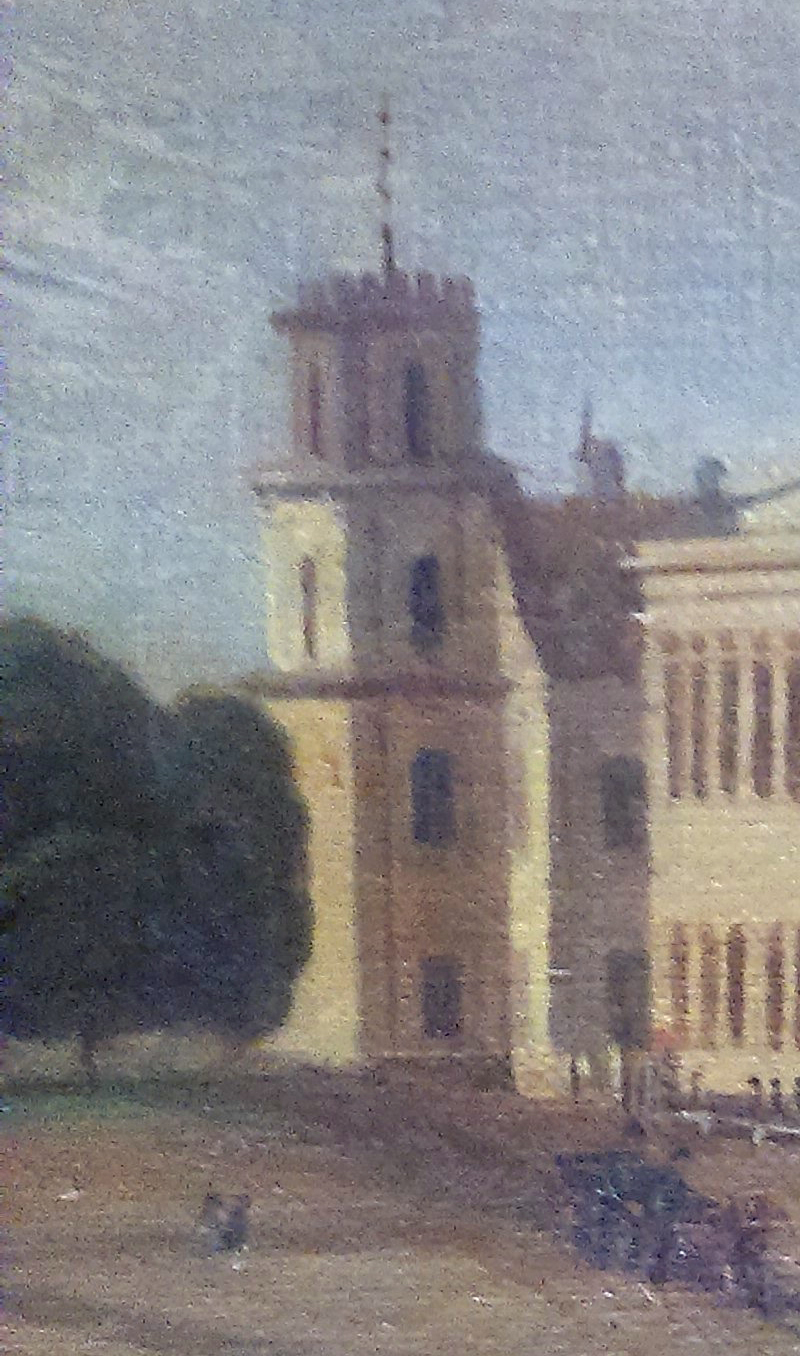
Перестроенный костел Святой Троицы на копии Н. Г. Жашкова картины М. Залеского «Брест-Литовская крепость в 1840 году» "

В 1830 году монастырь упразднен, здания переданы военному ведомству (дома военных инженеров). Костёл перестроен под Николаевскую церковь [уточнить] (сохранился частично).